# Paul Chemla
Paul Chemla (ur. 2 stycznia 1944) – brydżysta reprezentujący Francję, World Grand Master w kategorii Open (WBF), European Champion w kategoriach Open i Mixed European Grand Master (EBL).
Paul Chemla w latach 1994–2001 był członkiem Komitetu Zawodów i Turniejów WBF.

## Wyniki brydżowe

### Olimpiady
Na olimpiadach uzyskał następujące rezultaty:
| Olimpiady brydżowe. Zawody teamów | Olimpiady brydżowe. Zawody teamów | Olimpiady brydżowe. Zawody teamów    | Olimpiady brydżowe. Zawody teamów | Olimpiady brydżowe. Zawody teamów | Olimpiady brydżowe. Zawody teamów |
| Rok                               | Miejsce                           | Zawody                               | Kategoria                         | Drużyna                           | Pozycja                           |
| --------------------------------- | --------------------------------- | ------------------------------------ | --------------------------------- | --------------------------------- | --------------------------------- |
| 2004                              | Stambuł                           | 12. Olimpiada Teamów                 | Seniorzy                          | France                            | 4                                 |
| 2000                              | Lozanna                           | 3. Mistrzostwa o Wielką Nagrodę MKOL | Open                              | France                            | 6                                 |
| 2000                              | Maastricht                        | 11. Olimpiada Brydżowa               | Open                              | France                            | 9                                 |
| 1998                              | Lozanna                           | 1. Mistrzostwa o Wielką Nagrodę MKOL | Open                              | France                            | 4                                 |
| 1992                              | Salsomaggiore                     | 9. Olimpiada Teamów                  | Open                              | France                            | 1                                 |
| 1984                              | Seattle                           | 7. Olimpiada Teamów                  | Open                              | France                            | 2                                 |
| 1980                              | Valkenburg                        | 6. Olimpiada Teamów                  | Open                              | France                            | 1                                 |
| 1976                              | Monte Carlo                       | 5. Olimpiada Teamów                  | Open                              | France                            | 6                                 |
| 1972                              | Miami Beach                       | 4. Olimpiada Brydżowa                | Open                              | France                            | 4                                 |

### Zawody światowe
W światowych zawodach zdobył następujące lokaty:
| Mistrzostwa Świata. Konkurencja teamów | Mistrzostwa Świata. Konkurencja teamów | Mistrzostwa Świata. Konkurencja teamów                | Mistrzostwa Świata. Konkurencja teamów | Mistrzostwa Świata. Konkurencja teamów | Mistrzostwa Świata. Konkurencja teamów |
| Rok                                    | Miejsce                                | Zawody                                                | Kategoria                              | Drużyna                                | Pozycja                                |
| -------------------------------------- | -------------------------------------- | ----------------------------------------------------- | -------------------------------------- | -------------------------------------- | -------------------------------------- |
| 2007                                   | Szanghaj                               | 38. Mistrzostwa Świata Teamów                         | Trans                                  | Zaleski                                | 11                                     |
| 2006                                   | Werona                                 | 12 Mistrzostwa Świata                                 | Open                                   | Blumenthal                             | 145                                    |
| 2005                                   | Estoril                                | 37. Mistrzostwa Świata Teamów                         | Trans                                  | Chidiac                                | 38                                     |
| 2004                                   | Stambuł                                | 3. Transnarodowe Mistrzostwa Świata Teamów Mikstowych | Miksty                                 | Auken                                  | 1                                      |
| 2003                                   | Monte Carlo                            | 36. Mistrzostwa Świata Teamów                         | Trans                                  | Panahpour                              | 62                                     |
| 2002                                   | Montreal                               | 11 Mistrzostwa Świata                                 | Open                                   | Eisenberg                              | 17                                     |
| 2001                                   | Paryż                                  | 35. Mistrzostwa Świata Teamów                         | Trans                                  | Moza                                   | 29                                     |
| 2000                                   | Maastricht                             | 11. Olimpiada Brydżowa                                | Miksty                                 | Bessis                                 | 2                                      |
| 2000                                   | Southampton                            | 34. Mistrzostwa Świata Teamów                         | Trans                                  | Reiplinger                             | 10                                     |
| 1998                                   | Lille                                  | 10. Mistrzostwa Świata                                | Open                                   | Axa Team                               | 81                                     |
| 1997                                   | Hammamet                               | 33. Mistrzostwa Świata Teamów                         | Open                                   | France                                 | 1                                      |
| 1995                                   | Pekin                                  | 32. Mistrzostwa Świata Teamów                         | Open                                   | France                                 | 3                                      |
| 1994                                   | Albuquerque                            | 9 Mistrzostwa Świata                                  | Open                                   | Damiani                                | 5                                      |
| 1990                                   | Genewa                                 | 8. Mistrzostwa Świata                                 | Open                                   | Reiplinger                             | 17                                     |
| 1986                                   | Miami Beach                            | 7. Mistrzostwa Świata                                 | Open                                   | Damiani                                | 4                                      |
| 1982                                   | Biarritz                               | 6 Mistrzostwa Świata                                  | Open                                   | Szwarc                                 | 23                                     |
| 1978                                   | Nowy Orlean                            | 5. Mistrzostwa Świata                                 | Open                                   | Chemla                                 | 3                                      |

| Mistrzostwa Świata. Konkurencja par | Mistrzostwa Świata. Konkurencja par | Mistrzostwa Świata. Konkurencja par | Mistrzostwa Świata. Konkurencja par | Mistrzostwa Świata. Konkurencja par | Mistrzostwa Świata. Konkurencja par |
| Rok                                 | Miejsce                             | Zawody                              | Kategoria                           | Partner                             | Pozycja                             |
| ----------------------------------- | ----------------------------------- | ----------------------------------- | ----------------------------------- | ----------------------------------- | ----------------------------------- |
| 2006                                | Werona                              | 12 Mistrzostwa Świata               | Open                                | Philippe Cronier                    | 46                                  |
| 2002                                | Montreal                            | 11 Mistrzostwa Świata               | Open                                | Philippe Cronier                    | 23                                  |
| 1998                                | Lille                               | 10 Mistrzostwa Świata               | Miksty                              | Catherine Saul                      | 4                                   |
| 1994                                | Albuquerque                         | 9. Mistrzostwa Świata               | Open                                | Michel Perron                       | 40                                  |
| 1986                                | Miami Beach                         | 7. Mistrzostwa Świata               | Open                                | Michel Perron                       | 18                                  |
| 1982                                | Biarritz                            | 6. Mistrzostwa Świata               | Miksty                              | A.M. Dubar                          | 39                                  |

| Mistrzostwa Świata. Konkurencja indywidualna | Mistrzostwa Świata. Konkurencja indywidualna | Mistrzostwa Świata. Konkurencja indywidualna | Mistrzostwa Świata. Konkurencja indywidualna | Mistrzostwa Świata. Konkurencja indywidualna | Mistrzostwa Świata. Konkurencja indywidualna |
| Rok                                          | Miejsce                                      | Zawody                                       | Kategoria                                    | Pozycja                                      |                                              |
| -------------------------------------------- | -------------------------------------------- | -------------------------------------------- | -------------------------------------------- | -------------------------------------------- | -------------------------------------------- |
| 2004                                         | Werona                                       | 6. Indywidualne Mistrzostwa Świata           | Open                                         | 29                                           |                                              |
| 2000                                         | Ateny                                        | 5. Indywidualne Mistrzostwa Świata           | Open                                         | 43                                           |                                              |
| 1998                                         | Ajaccio                                      | 4 Indywidualne Mistrzostwa Świata            | Open                                         | 1                                            |                                              |
| 1996                                         | Paryż                                        | 3. Indywidualne Mistrzostwa Świata           | Open                                         | 22                                           |                                              |
| 1994                                         | Paryż                                        | 2. Indywidualne Mistrzostwa Świata           | Open                                         | 41                                           |                                              |

### Zawody europejskie
W europejskich zawodach zdobył następujące lokaty:
| Zawody europejskie. Konkurencja teamów | Zawody europejskie. Konkurencja teamów | Zawody europejskie. Konkurencja teamów | Zawody europejskie. Konkurencja teamów | Zawody europejskie. Konkurencja teamów | Zawody europejskie. Konkurencja teamów |
| Rok                                    | Miejsce                                | Zawody                                 | Kategoria                              | Drużyna                                | Pozycja                                |
| -------------------------------------- | -------------------------------------- | -------------------------------------- | -------------------------------------- | -------------------------------------- | -------------------------------------- |
| 2013                                   | Ostenda                                | 6. Otwarte Mistrzostwa Europy          | Open                                   | De Tessieres                           | 79                                     |
| 2010                                   | Ostenda                                | 50. Mistrzostwa Europy Teamów          | Open                                   | France                                 | 11                                     |
| 2009                                   | Paryż                                  | 8. Puchar Europy                       | Open                                   | Host France                            | 11                                     |
| 2009                                   | San Remo                               | 4. Otwarte Mistrzostwa Europy          | Seniorzy                               | Damiani                                | 13                                     |
| 2008                                   | Amsterdam                              | 7. Puchar Europy                       | Open                                   | FNC France                             | 11                                     |
| 2007                                   | Antalya                                | 3. Otwarte Mistrzostwa Europy          | Open                                   | Zaleski                                | 9                                      |
| 2006                                   | Warszawa                               | 48. Mistrzostwa Europy Teamów          | Open                                   | France                                 | 8                                      |
| 2005                                   | Teneryfa                               | 2 Otwarte Mistrzostwa Europy           | Open                                   | Chemla                                 | 59                                     |
| 2005                                   | Teneryfa                               | 2 Otwarte Mistrzostwa Europy           | Miksty                                 | Lavazza                                | 55                                     |
| 2004                                   | Malmö                                  | 47. Mistrzostwa Europy Teamów          | Seniorzy                               | France                                 | 3                                      |
| 2003                                   | Mentona                                | 1. Otwarte Mistrzostwa Europy          | Open                                   | Chemla                                 | 2                                      |
| 2000                                   | Bellaria                               | 6. Mistrzostwa Europy Mikstów          | Miksty                                 | Chemla                                 | 16                                     |
| 1999                                   | Malta                                  | 44. Mistrzostwa Europy Teamów          | Seniorzy                               | France 3                               | 2                                      |
| 1998                                   | Akwizgran                              | 5. Mistrzostwa Europy Mikstów          | Miksty                                 | Bessis                                 | 1                                      |
| 1997                                   | Montecatini                            | 43. Mistrzostwa Europy Teamów          | Open                                   | France                                 | 5                                      |
| 1996                                   | Monte Carlo                            | 4. Mistrzostwa Europy Mikstów          | Miksty                                 | Bessis                                 | 1                                      |
| 1995                                   | Vilamoura                              | 42. Mistrzostwa Europy Teamów          | Open                                   | France                                 | 2                                      |
| 1993                                   | Mentona                                | 41. Mistrzostwa Europy Teamów          | Open                                   | France                                 | 7                                      |
| 1992                                   | Ostenda                                | 2 Mistrzostwa Europy Mikstów           | Miksty                                 | Moyet                                  | 23                                     |
| 1990                                   | Bordeaux                               | 1. Mistrzostwa Europy Mikstów          | Miksty                                 | Chevalley                              | 1                                      |
| 1987                                   | Brighton                               | 38. Mistrzostwa Europy Teamów          | Open                                   | France                                 | 7                                      |
| 1985                                   | Salsomaggiore                          | 37. Mistrzostwa Europy Teamów          | Open                                   | France                                 | 3                                      |
| 1979                                   | Lozanna                                | 34. Mistrzostwa Europy Teamów          | Open                                   | France                                 | 3                                      |

| Zawody europejskie. Konkurencja par | Zawody europejskie. Konkurencja par | Zawody europejskie. Konkurencja par | Zawody europejskie. Konkurencja par | Zawody europejskie. Konkurencja par | Zawody europejskie. Konkurencja par |
| Rok                                 | Miejsce                             | Zawody                              | Kategoria                           | Partner                             | Pozycja                             |
| ----------------------------------- | ----------------------------------- | ----------------------------------- | ----------------------------------- | ----------------------------------- | ----------------------------------- |
| 2013                                | Ostenda                             | 6. Otwarte Mistrzostwa Europy       | Open                                | Quentin Robert                      | 144                                 |
| 2009                                | San Remo                            | 4. Otwarte Mistrzostwa Europy       | Open                                | Michel Lebel                        | 198                                 |
| 2005                                | Teneryfa                            | 2. Otwarte Mistrzostwa Europy       | Mikst                               | Muriel Clement                      | 94                                  |
| 2005                                | Teneryfa                            | 2 Otwarte Mistrzostwa Europy        | Open                                | Philippe Cronier                    | 60                                  |
| 2003                                | Mentona                             | 1. Otwarte Mistrzostwa Europy       | Mikst                               | Danièle Gaviard                     | 305                                 |
| 2003                                | Mentona                             | 1 Otwarte Mistrzostwa Europy        | Open                                | Philippe Cronier                    | 3                                   |
| 2002                                | Ostenda                             | 7 Mistrzostwa Europy Mikstów        | Mikst                               | Catherine Saul                      | 5                                   |
| 2001                                | Sorrento                            | 11. Mistrzostwa Europy Par          | Open                                | Alain Levy                          | 98                                  |
| 2000                                | Bellaria                            | 6. Mistrzostwa Europy Mikstów       | Mikst                               | Catherine Saul                      | 21                                  |
| 1999                                | Warszawa                            | 10. Mistrzostwa Europy Par          | Open                                | Alain Levy                          | 1                                   |
| 1998                                | Akwizgran                           | 5. Mistrzostwa Europy Mikstów       | Mikst                               | Catherine Saul                      | 2                                   |
| 1997                                | Haga                                | 9 Mistrzostwa Europy Par            | Open                                | Michel Perron                       | 272                                 |
| 1996                                | Monte Carlo                         | 4 Mistrzostwa Europy Mikstów        | Mikst                               | Catherine Saul                      | 17                                  |
| 1995                                | Rzym                                | 8 Mistrzostwa Europy Par            | Open                                | Michel Perron                       | 10                                  |
| 1994                                | Barcelona                           | 3 Mistrzostwa Europy Mikstów        | Miksty                              | Ginette Chevalley                   | 92                                  |
| 1993                                | Bielefeld                           | 7. Mistrzostwa Europy Par           | Open                                | Michel Perron                       | 47                                  |
| 1992                                | Ostenda                             | 2 Mistrzostwa Europy Mikstów        | Mikst                               | Ginette Chevalley                   | 20                                  |
| 1991                                | Montecatini                         | 6. Mistrzostwa Europy Par           | Open                                | Michel Perron                       | 16                                  |
| 1990                                | Bordeaux                            | 1 Mistrzostwa Europy Mikstów        | Mikst                               | Ginette Chevalley                   | 54                                  |
| 1989                                | Salsomaggiore                       | 5 Mistrzostwa Europy Par            | Open                                | Michel Perron                       | 9                                   |
| 1987                                | Paryż                               | 4. Mistrzostwa Europy Par           | Open                                | Michel Perron                       | 4                                   |
| 1985                                | Monte Carlo                         | 3. Mistrzostwa Europy Par           | Open                                | Michel Perron                       | 1                                   |
| 1976                                | Cannes                              | 1. Mistrzostwa Europy Par           | Open                                | Michel Lebel                        | 1                                   |

## Klasyfikacja
- Paul Chemla – klasyfikacja WBF (ang.)
- Paul Chemla – klasyfikacja EBL (ang.)